# 紐華克國際機場捷運
紐華克國際機場捷運（英語：AirTrain Newark）是一种3英里（4.8公里）单轨系统，连接纽瓦克自由国际机场的候机楼和东北走廊的纽瓦克自由国际机场站的火车，可以在此转乘至美铁和新泽西捷运东北走廊线和北泽西海岸线。单轨铁路于1996年开放，并计划从2019年开始更换。

## 历史

### 初始营运

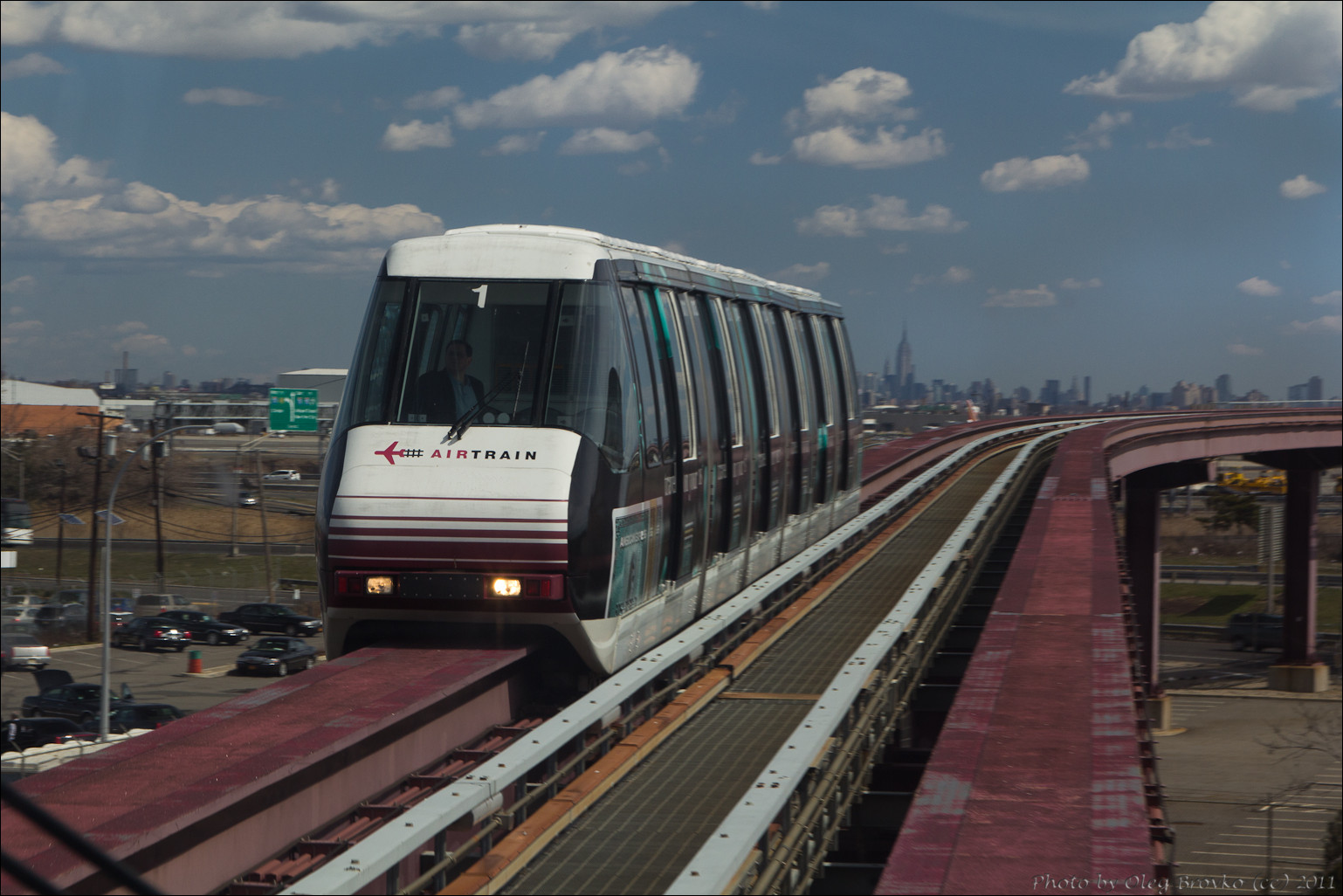
國際機場捷運，拍摄于2011年

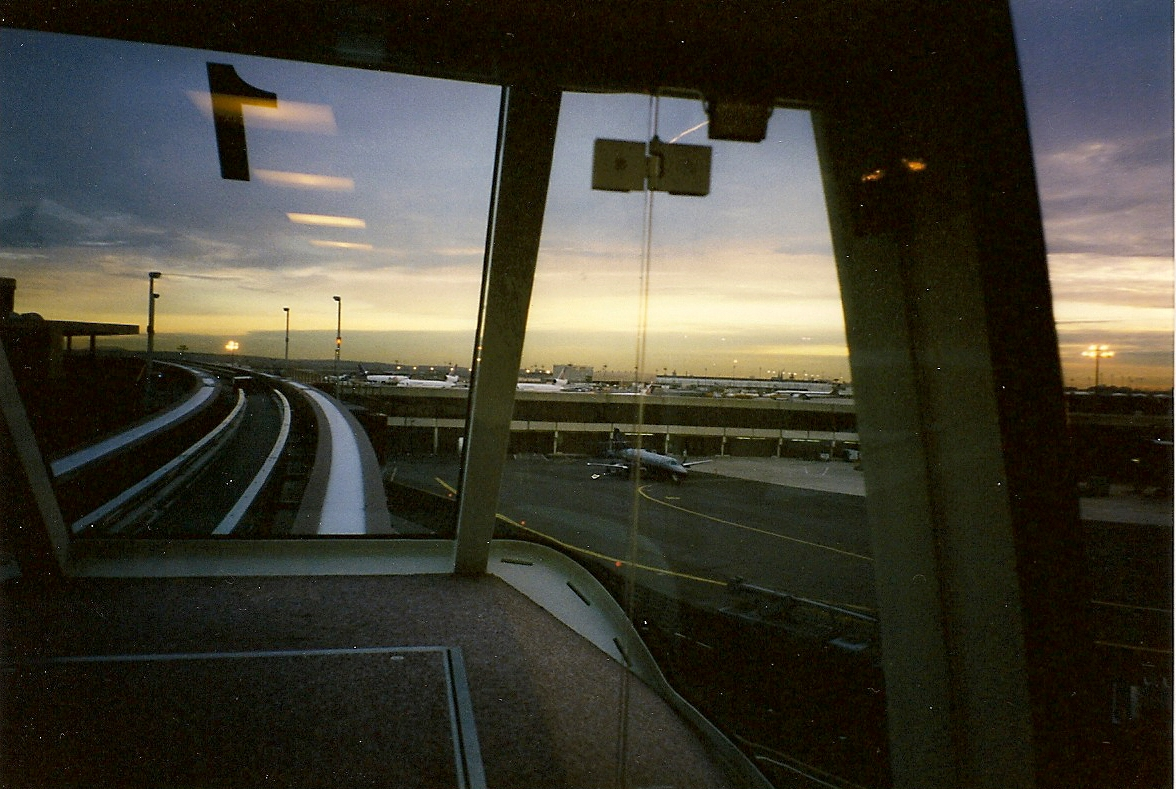
车头视角，1997年

单轨铁路于1996年开放，最初仅用作旅客捷运系统，该服务允许乘客在机场航站楼或大厅之间转移。单轨铁路经过翻新，并于1997年开始建造，并延伸至东北走廊。该系统于2000年10月21日重新投入服务。1996年首次开放时，由12列六厢庞巴迪列车组成的机队在网络上运行。它已扩展到18列六列火车。
该系统的建造合同已授予冯罗尔股份公司，但该项目由Adtranz完成，该公司在构建系统时收购了冯罗尔的单轨列车部门。Adtranz后来被庞巴迪运输公司收购，庞巴迪运输公司根据与纽约机场管理局和纽约港务局的合同，继续运营捷运。
自2014年5月1日起，AirTrain服务暂停了75天，直到7月中旬才得以维修。维修工作已提前完成，该服务于7月3日重新开放。

## 替代
该系统的预期使用寿命为25年。 2015年4月，PANYNJ建议，更换系统的初期工作将在顾问和工程研究上花费4000万美元。
2019年1月，新泽西州州长菲尔·墨菲宣布了一项耗资20亿美元的紐華克國際機場捷運替换项目计划。墨菲表示必须进行更换，因为该系统即将达到其预计的25年使用寿命，并且会遭受持续的延迟和故障。港務局将负责为该项目提供资金。2019年10月，港务局董事会批准了更换项目，估计费用为20.5亿美元。预计将于2021年开始建设，并于2024年完成。

## 票价
除往返于新泽西州公交/美铁站站外，火车是免费的。在这种情况下，票价已包含在火车票的价格中。除非持有EWR作为通票的始发站或目的地站，否则新泽西过境和美铁月票持有人必须额外支付7.75美元才能乘坐AirTrain。
2019年6月，港務局提议将紐華克國際機場捷運的票价从5美元提高到7.75美元，并于9月获得批准。票价上涨于当年11月1日生效，这是16年来的首次票价上涨。

## 车站

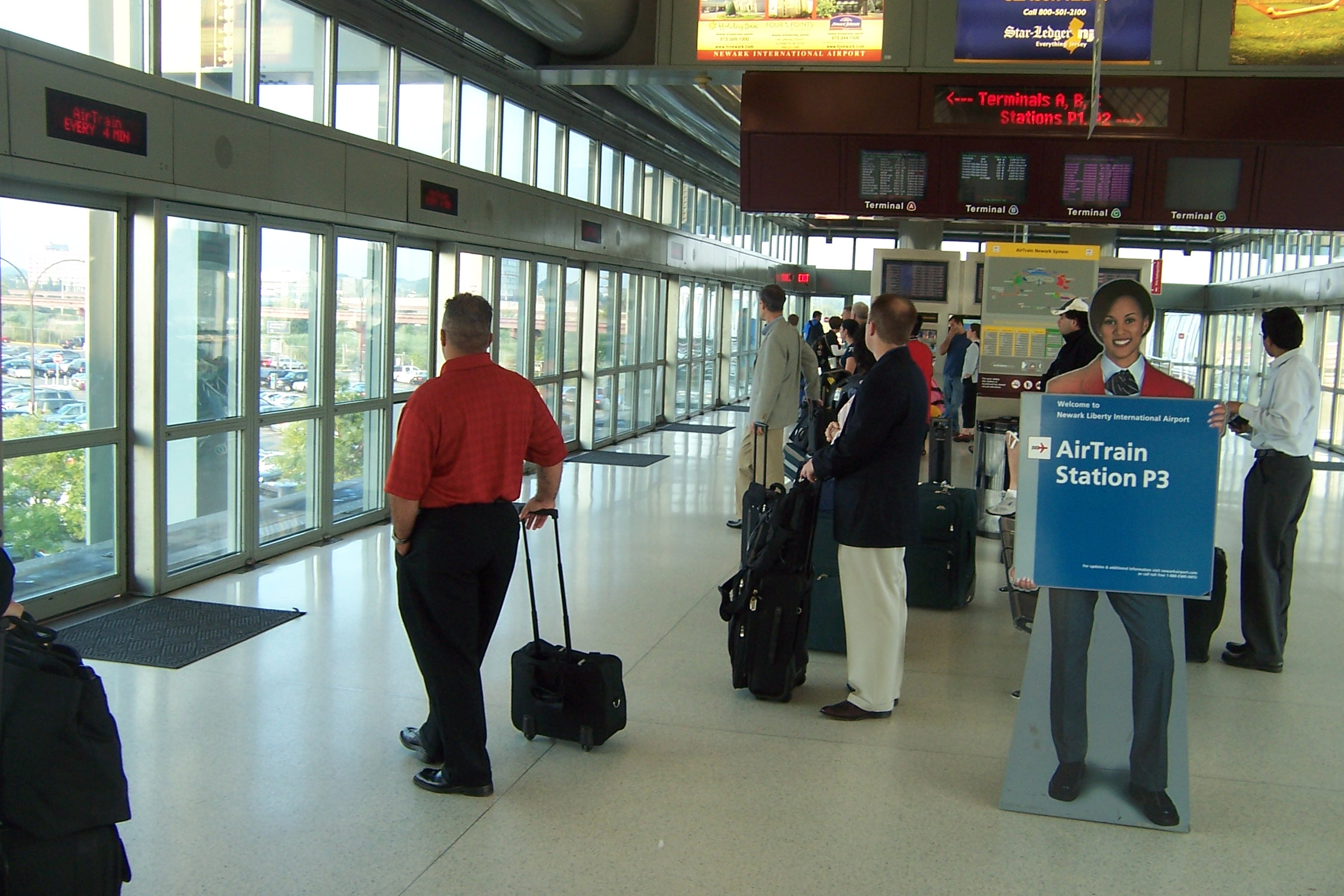
P3站站台内饰，2008年

AirTrain在机场内有三个主要车站，每个主要航站楼（A，B和C）一个。这些车站位于航站楼的顶部。在东北走廊，还有另外三个车站（P2，P3和P4）用于停车场和租车设施，另外还有七个车站（RaiLink车站）。交通记者Bernie Wagenblast记录的自动公告告诉乘客，每个航站楼都可以找到哪些航空公司，以及其他站点的连接。 2007年，平均每日带薪乘客为4,930。
这些站是：
- 新泽西州捷运/美铁站
- P4（停车/酒店班车）
- 航站楼C
- 航站楼B
- 仅限员工（原A航站楼）
- P3（停车场D /租车中心）
- 新A航站楼（原P2）[22][23]
- P1（2019年拆除）